# 楊大榮
楊大榮（1422年—1494年），字崇仁，四川酆都縣人，明朝政治人物。

## 生平
天順元年（1457年）丁丑科進士。初授大理寺右評事，由寺卿王槩推荐，成化二年（1466年）二月陞江西按察司僉事。耻隨俗上下，大忤當道者。秩將滿，竟乞致仕去。卒年七十三。著有《靜軒集》。

## 家族
曾祖楊繼祖，祖楊文興，父楊弘道，前母黃氏；母戴氏；繼母杜氏。子男六人，曰孟琦，华阴县丞；曰孟瑛，刑部主事；曰孟琳，阴阳训术。曰孟瓊；曰孟瑶；曰孟瑜。